# Почвенная зоология
Почвенная зоология (уст. педозоология) — наука на стыке почвоведения и зоологии. Она изучает животных, обитающих в почве, занимается исследованием разнообразия почвенной фауны, её структуры, функций и взаимодействий с другими компонентами экосистемы почв.
Почвенная зоология — предмет изучения почвоведов и биологов. Палеопочвы и палеонтологию почвенных организмов изучают геологи и биологи.

## История
Развитие почвенной зоологии как самостоятельной науки началось с середины XIX века. Важную роль в становлении дисциплины сыграли работы В. В. Докучаева, показавшего роль организмов как важный фактор почвообразования.
В 1881 году последняя книга Чарльза Дарвина была о земляных червях (w:The Formation of Vegetable Mould Through the Action of Worms).
C 1940-х годов в СССР М. С. Гиляров и его последователи подчеркивали значимость почвенных организмов в процессах почвообразования и поддержания плодородия почв.
В 1955 году в Великобритании прошла конференция почвенных зоологов.

### Совещания и конференции
В СССР и России регулярно проводились совещания по почвенной зоологии:
- 2022 — 19 Всероссийское совещание по почвенной зоологии[7]

Международные конференции, колоквиумы и семинары по первичнобескрылым:
- 1970  Париж — 2 International Colloquium on the Collembola
- 1973  Евани — 3 International Colloquium on the Collembola
- 1976  Сёдертелье — 4 International Colloquium on Apterygota
- 1978  Сиена — 1 International Seminar on Apterygota
- 1979  Краков — 5 International Colloquium on Apterygota
- 1982 — 6 International Colloquium on Apterygota, Louvain-La-Neuve
- 1986  Сиена — 2 International Seminar on Apterygota
- 1988  Бангалор— 7 International Colloquium on Apterygota
- 1989  Сиена — 3 International Seminar on Apterygota
- 1992 — 8 International Colloquium on Apterygota, Helsinki, Finland.
- 1994 — 4 International Seminar on Apterygota, Bialowieza, Poland.
- 1996 — 9 International Colloquium on Apterygota, Dublin, Ireland.
- 1998 — 5 International Seminar on Apterygota, Córdoba, Spain.
- 2000 — 10 International Colloquium on Apterygota, Ceské Budejovice, Czechia.
- 2002  Сиена — 6 International Seminar on Apterygota
- 2003 — International Conference on invited specialists on Taxonomy and Ecology on Palaearctic Collembola, Görlitz, Germany.
- 2004 — 11 International Colloquium on Apterygota, Rouen, France.
- 2006 — 7 International Seminar on Apterygota, Island of Texel, the Netherlands.
- 2008 — 12 International Colloquium on Apterygota, Curitiba, Brazil.
- 2010  Сиена — 8 International Seminar on Apterygota
- 2014 — 9 International Seminar on Apterygota, Görlitz, Germany.
- 2016 — 14 International Colloquium on Apterygota, Nara, Japan.
- 2019 — 10 International Seminar on Apterygota, Paris, France.
- 2021 — 15 International Colloquium on Apterygota, Bolzano, Italy.
- 2021 — 18 International Colloquium on Soil Zoology, Bolzano, Italy.
- 2024 — 19 International Colloquium on Apterygota, Cape Town, South Afria.

## Педобионты
Почва является сложной трехфазной средой (твердая, жидкая и газовая составляющие), поэтому она могла обеспечить переходную среду между водной и наземной жизнью.
В почве обитают различные группы животных, влияющие на физико-химические свойства почвы и её плодородие.
Первые исследования показали обратную зависимость между размером и численностью почвенных обитателей.
Почвенная зоология представляет собой важную область знаний, которая объединяет аспекты зоологии и почвоведения для изучения взаимодействий между животными и их средой обитания.

### Значение животных в почвообразовании
Животные играют ключевую роль в круговороте веществ в почве (редуценты), а также способствуют улучшению её структуры и аэрации (порозность почвы).
Активно передвигаются в почве земляные черви, млекопитающие — норники и землерои.

### Значение почвенных животных
Почвенные животные играют важную роль в следующих процессах:
- Разложение органических веществ: Участвуют в переработке растительных остатков, опавших листьев и других органических материалов, способствуя их минерализации и образованию гумуса.
- Улучшение структуры почвы: Перемешивание почвы, создание ходов и нор улучшают аэрацию и водопроницаемость, что благоприятно сказывается на росте растений.
- Круговорот питательных веществ: Способствуют высвобождению питательных элементов из органического вещества и их возвращению в почвенный раствор, делая их доступными для растений.
- Регулирование численности других организмов: Являются хищниками, паразитами или конкурентами для других почвенных обитателей, поддерживая экологический баланс.

### Классификация почвенных животных
Почвенные организмы делятся по степени связи с почвой:
- Геобионты: постоянные обитатели почвы (например, дождевые черви).
- Геофилы: животные, которые проводят часть своего жизненного цикла в почве (например, некоторые насекомые).
- Геоксены: временные обитатели, использующие почву как укрытие.

### Структура почвенной фауны
По размерам почвенные организмы делятся на:
- Нанофауна: (менее 0.1 мм) — бактерии, грибы, простейшие.
- Микрофауна: (0.1-1.5 мм) — нематоды, коловратки, некоторые клещи и коллемболы.
- Мезофауна: (1.5-30 мм) — клещи, коллемболы, энхитреиды и другие.
- Макрофауна: (более 30 мм) — дождевые черви, личинки насекомых, наземные моллюски, многоножки.

При этом микроартроподы колеблятся в размерах от 0.1 до 10 мм.

## Методы исследования
Для изучения почвенной фауны используются различные методы, такие как:
- Почвенные раскопки (разбор почвенных проб) — визуальное изучение и сбор почвенных животных с помощью лопат, ножей и кисточек.
- Экстракция — использование специальных устройств (например, аппарата Тульгрена-Берлезе) для извлечения почвенных животных из образцов почвы[9].
- Флотация — залив водой (и солевыми растворами) почвенных проб и сбор всплывших организмов.
- Микроскопия — изучение мелких почвенных организмов под микроскопом.
- Анализ ДНК — идентификация разновидностей почвенных животных по их ДНК.